# Jinjiang International
Jinjiang International est une entreprise chinoise d'hôtellerie, basée à Shanghai. Son hôtel le plus notable est peut-être le Peace Hotel, dans le Bund, à Shanghai dont le bâtiment a été construit entre 1926 et 1929. Il possède également, les étages 84 à 110 de la Tour Shanghai, le second plus haut gratte-ciel au monde. Le groupe est également un actionnaire du groupe Accor.

## Histoire
En 2015, Starwood vend Groupe du Louvre et sa filiale Louvre Hotels Group à Jinjiang, pour un montant compris entre 1,2 à 1,5 milliard d'euros,. En octobre le groupe acquiert Plateno Group, ce qui lui permet d'atteindre la cinquième place du classement des groupes hôteliers, devant le groupe AccorHotels.
En août 2018, HNA Group vend une participation de 51 % de Radisson Holdings à un consortium incluant Jinjiang, consortium qui annonce son intention de monter sa participation à 100 % dans Radisson Holdings.
En décembre 2018, le consortium mené par Jinjiang acquiert les participations restantes dans Radisson Holdings.